# Mieczysław Hoffmann
Mieczysław Hoffmann (ur. 14 sierpnia 1913 w Warszawie, zm. 29 grudnia 1992 tamże) – polski chemik i polityk, minister przemysłu rolnego i spożywczego (1952–1956) i minister przemysłu spożywczego (1956–1957), poseł na Sejm PRL I kadencji.

## Życiorys
Syn Karola. Uzyskał wykształcenie wyższe chemiczne. Od 1939 robotnik, następnie od 1941 kierownik techniczny w Fabryce Chemicznej w Warszawie, a od 1942 do 1944 kierownik laboratorium w Zakładzie Wytwórczym „Społem”. W 1944 został naczelnikiem wydziału w Ministerstwie Przemysłu i Handlu, w 1945 przeniósł się na stanowisko dyrektora fabryki Zakładów Wytwórczych „Społem” w Kielcach. W 1948 wicedyrektor wydziału produkcji w Centralnej Spółdzielni Ogrodniczej w Warszawie, a od 1948 do 1950 sekretarz Centralnego Związku Spółdzielczego.
W latach 1941–1943 należał do Polskich Socjalistów, następnie do Robotniczej Partii Polskich Socjalistów, od 1944 do Polskiej Partii Socjalistycznej, a od 1948 do Polskiej Zjednoczonej Partii Robotniczej. Od 1948 do 1959 członek Komitetu Centralnego PZPR, w okresie 1948–1950 II sekretarz Komitetu Warszawskiego, a w latach 1959–1968 członek Centralnej Komisji Rewizyjnej.
Pełnił stanowisko podsekretarza stanu w Ministerstwie Przemysłu Rolnego i Spożywczego od 1950 do 1952, będąc od 1951 kierownikiem ministerstwa, ponownie podsekretarz stanu w Ministerstwie Przemysłu Drobnego i Rzemiosła w latach 1957–1958 (w 1958 kierownik ministerstwa). Od 5 lutego 1952 do 16 lipca 1956 minister przemysłu rolnego i spożywczego, a następnie do 27 lutego 1957 minister przemysłu spożywczego. W latach 1952–1956 pełnił także mandat posła na Sejm PRL I kadencji. W okresie 1958–1970 był zastępcą przewodniczącego Komitetu Drobnej Wytwórczości.
Pochowany w rodzinnym grobie na cmentarzu ewangelicko-augsburskim w Warszawie (aleja 42, grób 22).

## Odznaczenia
- Medal im. Ludwika Waryńskiego (1986)[2]
- Złota odznaka Związku Zawodowego Pracowników Gospodarki Komunalnej i Przemysłu Terenowego (1966)[3]